# Gastrotheca peruana
Gastrotheca peruana és una espècie de granota de la família Amphignathodontidae. És endèmica del Perú. El seu hàbitat natural inclou prades tropicals o subtropicals a gran altitud, rius, aiguamolls d'aigua dolça, corrents intermitents d'aigua dolça, terra arable, terres de pastures, jardins rurals i àrees urbanes.